# Cuverville, Calvados
Cuverville är en kommun i departementet Calvados i regionen Normandie i norra Frankrike. Kommunen ligger i kantonen Troarn som ligger i arrondissementet Caen. År 2022 hade Cuverville 2 273 invånare.

## Befolkningsutveckling
Antalet invånare i kommunen Cuverville
Referens: INSEE